# Eidolon (álbum)
Eidolon es el segundo álbum de estudio del grupo estadounidense Rishloo, lanzado en 2007 de manera independiente, al igual que el anterior. Este disco hizo principalmente conocido a la banda, especialmente a través del sitio web Last.fm, donde en seis meses su número de oyentes aumentó 220 mil a más de un millón.

## Lista de canciones
Todas las canciones escritas y compuestas por Rishloo. 
| Eidolon |                              |          |  |
| N.º     | Título                       | Duración |  |
| 1.      | «Prosag»                     | 0:29     |  |
| 2.      | «Freaks & Animals»           | 4:10     |  |
| 3.      | «El Empe»                    | 3:37     |  |
| 4.      | «Pandora»                    | 4:59     |  |
| 5.      | «My Favorite Things»         | 1:47     |  |
| 6.      | «Alchemy Alice»              | 4:42     |  |
| 7.      | «To Tame the Temporal Shrew» | 4:18     |  |
| 8.      | «Weeble Wobble»              | 1:10     |  |
| 9.      | «Eidolon Alpha»              | 5:11     |  |
| 10.     | «Omega»                      | 3:23     |  |
| 11.     | «In Pill Form»               | 2:13     |  |
| 12.     | «Zdzislaw»                   | 5:44     |  |
| 13.     | «Disco Biscuit»              | 6:14     |  |
| 14.     | «Shades»                     | 6:50     |  |
| 54:47   |                              |          |  |

## Créditos
Integrantes
- Sean Rydquist: bajo
- Jesse Smith: batería
- David Gillett: guitarra
- Andrew Mailloux: voz